# Halloy (Oise)
Halloy è un comune francese di 462 abitanti situato nel dipartimento dell'Oise della regione dell'Alta Francia.

## Società

### Evoluzione demografica
Abitanti censiti